# Куріпка тибетська
Курі́пка тибе́тська (Perdix hodgsoniae) — вид куроподібних птахів родини фазанових. Поширений у Тибетському регіоні. Наукову назву hodgsoniae дав Браян Гоутон Годжсон на честь своєї першої дружини Анни Скотт.

## Поширення
Ця куріпка розмножується на Тибетському плато в Тибеті, Кашмірі (північ Пакистану та Індії), північних частинах Непалу, Сіккіму та Бутану та в Західному Китаї (від Сичуані й на північ до Ганьсу).
Середовищем проживання тибетської куріпки є гірські схили і альпійські долини на висоті від 3600 до 4250 метрів. Проте влітку він також трапляється до снігової лінії на висоті 5600 метрів, а взимку спостерігався в Непалі на висоті 2200 метрів. Віддає перевагу скелястим районам, де ростуть карликові чагарники.

## Опис
Птах завдовжки від 28 до 31 сантиметрів і важить від 294 до 340 грамів. Куріпка сіро-коричнева зі смугастою нижньою частиною тіла та головою та грудьми, які чітко відрізняються від пір'я решти тіла. Обличчя біле, шия каштаново-коричнева, вушні плями чорні. Дзьоб зеленувато-рогового кольору. Очі від карих до червонувато-коричневих. Ділянки за очима червоні, але це помітно лише в самців у період розмноження.

## Спосіб життя
Поза сезоном розмноження тибетська куріпка зустрічається ланцюгами (мисливський жаргон) по 10—15 особин. Зазвичай він швидше втече, ніж полетить, якщо його потривожити. Але іноді тибетські куріпки також злітають з голосним дзижчанням крил. Моногамний птах. Гніздо являє собою неглибоке, встелене травою заглиблення на землі. Кладка складається з восьми-десяти яєць. Сезон розмноження припадає на період з травня по липень.